# 宜君县
宜君县是中国陕西省铜川市下属的县，人口约10万，农业和旅游为主。面积1532平方公里，县人民政府驻城关镇宜阳中街。
1983年由延安划归铜川管辖，有5镇（城关镇、五里镇、棋盘镇、太安镇、彭镇）、5乡（尧生乡、西村乡、云梦乡、哭泉乡、雷塬乡），178个行政村。

## 地理
宜君位于关中平原以北，陕北黄土高原南缘，总面积1501平方公里（一说1476），辖10个乡镇，总人口约9万，其中农业人口约8万。
宜君县属子午岭余脉，地形地貌复杂，降雨充沛，森林茂密，生物多样性强，是渭北旱原唯一的绿洲。宜君气候特点与西安比偏凉爽，林业用地佔全县总土地面积的一多半。林业物产丰富。
依赖于自然风光和人文景观，宜君旅游资源丰富，山、湖、林、寺各色具备。玉华宫是玄奘译经和圆寂之地。境内有210国道和西延铁路贯通。

## 人口
2020年末，根据第七次全国人口普查数据显示宜君县常住人口为71714人。

## 行政区划
宜君县下辖1个街道办事处、6个镇、1个乡：
宜阳街道、彭镇、五里镇、太安镇、棋盘镇、尧生镇、哭泉镇和云梦乡。

## 交通
- 210国道过境。